# Taulantier

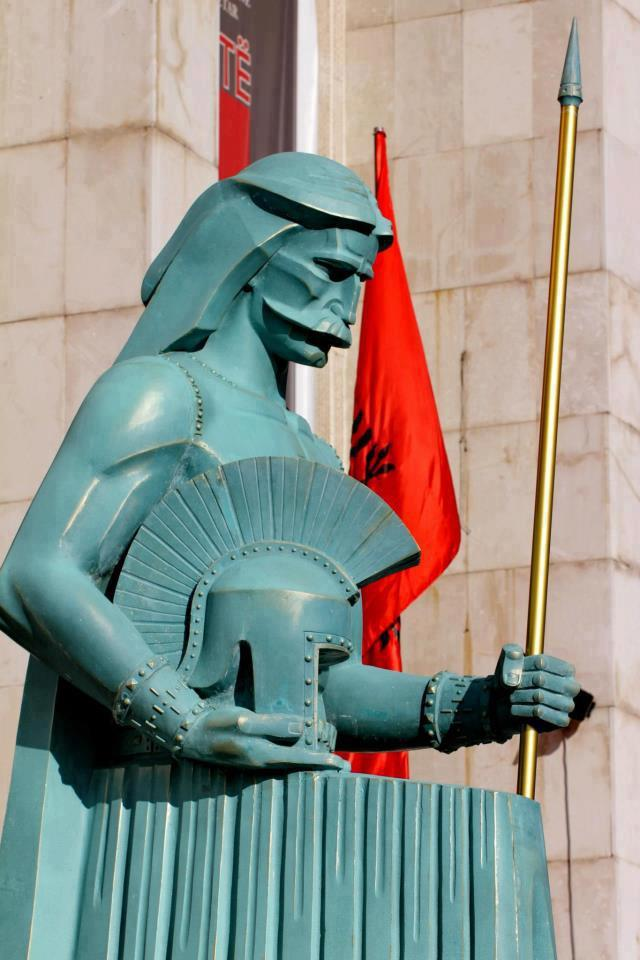
Illyrerkult in Albanien: Imaginäre Skulptur vom Taulantierkönig Glaukias in Tirana

Die Taulantier (auch Taulanter genannt; lateinisch Taulanti; albanisch Taulantët) waren ein illyrischer Stamm, welcher einen Dialekt der illyrischen Sprache sprach. Ihr Siedlungsgebiet lag an der Küste des Adriatischen Meeres zwischen dem Fluss Aoos im Süden und der dorischen Kolonie Epidamnos im Norden.
Es wird angenommen, dass das Ethnonym der Taulantier in sprachlicher Verbindung mit dem albanischen Wort dallëndyshe (best. dallëndyshja, „Schwalbe“) steht. Diese These wird durch das Ethnonym des ebenfalls illyrischen Stammes der Helidonier unterstützt, das demnach als griechischsprachige Entsprechung (griechisch χελιδών Chelidón, „Schwalbe“) zu verstehen ist.

## Geschichte
Die Taulantier wurden erstmals im 5. Jahrhundert v. Chr. von Hekataios von Milet erwähnt. Im 4. und 3. Jahrhundert v. Chr. übten sie die Vorherrschaft über eine größere Anzahl illyrischer Stämme aus. Sie traten darin die Nachfolge der weiter nordöstlich beheimateten Encheleer an.
Während des Balkanfeldzugs Alexanders des Großen im Jahr 335 v. Chr. wurden die Taulantier von Alexander dem Großen aus den Oberläufen der Flüsse Eordaikos und Apsos flussabwärts vertrieben und konzentrierten somit ihre Macht in die Region des heutigen Mittelalbanien. 312 v. Chr. konnte der taulantische König Glaukias Epidamnos, die bedeutendste Stadt an der östlichen Adriaküste, einnehmen und versuchte auch die im Stammesgebiet gelegene, reiche Handelsstadt Apollonia zu erobern, was jedoch am zu starken Bündnis der Apollonier mit den Makedonen scheiterte.
Um die Wende vom 4. zum 3. Jahrhundert v. Chr. wurde das Königreich der Taulantier von den epirotischen Stämmen bedroht. Deren Hegemon Pyrrhos I. konnte ihnen die Gebiete südlich des Flusses Genoúsos entreißen.

## Sonstiges
Bei Albanern ist der Name Taulant ein beliebter Knabenname.